# Apple (canção)
"Apple" é uma canção da cantora inglesa Charli XCX. Foi escrita por xcx e Noonie Bao, ao lado dos seus produtores George Daniel, Linus Wiklund, tendo AG Cook também na produção. Foi lançada em 7 de junho de 2024 de seu sexto álbum de estúdio Brat pela Atlantic Records. A faixa foi destacada como um sucesso e viralizou no TikTok logo depois, gerando uma febre de dança na plataforma. A música foi lançada nas rádios italianas pela Warner Records em 2 de agosto de 2024 como o terceiro single do álbum.

## Antecedentes e composição
"Apple" foi divulgada em 8 de setembro de 2023 logo após XCX ter postado em suas mídias sociais uma foto de seu caderno, exibindo a letra de uma faixa chamada "The Apple". A faixa foi novamente apresentada em 2 de abril de 2024 em um memorando de voz enviada aos seus fãs, que confirmou mais tarde que "Apple" seria parte de seu álbum de 2024, Brat. Na música, XCX dá uma mordida em uma maçã metafórica, determina que ela está podre e tem uma vontade irresistível de fugir da cena. Liricamente, a faixa aborda o relacionamento da cantora com seus pais e o trauma intergeracional. “Apple” é usada como uma metáfora que simboliza tanto a conexão familiar quanto a natureza do trauma. A música utiliza os gêneros electropop e synth-pop, mantendo elementos do som hyperpop característico do XCX.

## Recepção e versões covers
Meaghan Garvey, da Pitchfork, achou a alegoria da fruta na faixa "curiosa", mas escreveu que nunca teve uma letra de XCX "saltando" em sua cabeça "da maneira que os versos de "Apple" fazem". Gio Santiago, do Resident Advisor, escreveu que a faixa "não teria problemas em transformar uma pista de dança vazia em uma sauna suada" e Ludovic Hunter-Tilney, do Financial Times, opinou que a faixa prestava homenagem ao "som dos anos 1980".
A música se tornou viral no TikTok logo após seu lançamento, depois que a atriz e criadora de conteúdo Kelley Heyer, de Nova Iorque, publicou uma dança na plataforma, que ela criou por impulso após descobrir que o ritmo da faixa a fazia querer dançar de uma maneira específica. A execução da dança envolve rolar o corpo, colocar as mãos nos quadris, segurar uma maçã imaginária acima da cabeça da artista e fingir que está dirigindo um carro. Em 28 de junho, XCX filmou a si mesma dançando ao lado de Troye Sivan, enquanto vídeos semelhantes foram filmados por várias celebridades. Além disso, uma versão da dança foi produzida pelos criadores de conteúdo #Amishtiktok, que substituíram a condução de um carro pela condução de um cavalo. Mais tarde, XCX publicou uma filmagem dela tentando, sem sucesso, convencer seu noivo George Daniel a dançar.
Em agosto de 2024, Griff apresentou uma versão dream-pop da faixa para Like a Version, uma série para Triple J. A NME descreveu sua versão como "brilhante" e escreveu que a faixa tinha "uma forte ênfase em sintetizadores sonhadores e pratos ondulados". Em uma entrevista para a Triple J, Griff afirmou que se sentiu motivada a fazer um cover da faixa porque achou o álbum inspirador.

## Desempenho nas tabelas musicais
| Tabela musical (2024)                       | Melhor posição |
| ------------------------------------------- | -------------- |
| Austrália (ARIA)                            | 18             |
| Áustria (Ö3 Austria Top 40)                 | 74             |
| Canadá (Canadian Hot 100)                   | 37             |
| Chéquia (Singles Digitál Top 100)           | 85             |
| Estados Unidos (Billboard Hot 100)          | 51             |
| Estados Unidos (Hot Dance/Electronic Songs) | 4              |
| Estados Unidos (Mainstream Top 40)          | 36             |
| Filipinas (Philippines Hot 100)             | 86             |
| Grécia (IFPI)                               | 50             |
| Irlanda (IRMA)                              | 9              |
| Islândia (Tónlistinn)                       | 37             |
| Lituânia (AGATA)                            | 47             |
| Mundo (Billboard Global 200)                | 30             |
| Nova Zelândia (NZ Top 40 Singles)           | 22             |
| Países Baixos (Single Top 100)              | 90             |
| Portugal (AFP)                              | 115            |
| Reino Unido (Singles)                       | 8              |
| Singapura (RIAS)                            | 28             |
| Suécia (Sverigetopplistan)                  | 75             |
| Suíça (Schweizer Hitparade)                 | 93             |

## Certificações
| Região                                                       | Certificador | Certificação | Vendas   |
| ------------------------------------------------------------ | ------------ | ------------ | -------- |
| Austrália                                                    | ARIA         | Ouro         | 35,000‡  |
| Canadá                                                       | Music Canada | Ouro         | 40,000‡  |
| Reino Unido                                                  | BPI          | Prata        | 200,000‡ |
| ‡vendas+valores de streaming baseados apenas na certificação |              |              |          |

## Histórico de lançamento
| Região | Data                | Formato        | Versão   | Gravadora | Ref.   |
| ------ | ------------------- | -------------- | -------- | --------- | ------ |
| Itália | 2 de agosto de 2024 | Rádios airplay | Original | Warner    | [ 34 ] |